# Divisione No. 10 (Saskatchewan)
La Divisione No. 10 è una divisione censuaria del Saskatchewan, Canada di 17.680 abitanti.

## Comunità
- Comunità principali
  - Foam Lake
  - Ituna
  - Leroy
  - Quill Lake
  - Raymore
  - Wadena
  - Watson
  - Wynyard
- Municipalità rurali
  - RM No. 95 Golden West
  - RM No. 246 Ituna Bon Accord
  - RM No. 247 Kellross
  - RM No. 248 Touchwood
  - RM No. 276 Foam Lake
  - RM No. 277  Emerald
  - RM No. 278 Kutawa
  - RM No. 279 Mount Hope
  - RM No. 307 Elfros
  - RM No. 308 Big Quill
  - RM No. 309 Prairie Rose
  - RM No. 336 Sasman
  - RM No. 337 Lakeview
  - RM No. 338 Lakeside
  - RM No. 339 Leroy
- Riserve
  - Beardy's and Okemasis 96 and 97A
  - Day Star 87
  - Fishing Lake 89
  - Gordon 86
  - Muskowekwan 85
  - Muskowekwan 85-1
  - Muskowekwan 85-10
  - Muskowekwan 85-12
  - Muskowekwan 85-15
  - Muskowekwan 85-17
  - Muskowekwan 85-22
  - Muskowekwan 85-23
  - Muskowekwan 85-24
  - Muskowekwan 85-26
  - Muskowekwan 85-27
  - Muskowekwan 85-28
  - Muskowekwan 85-29
  - Muskowekwan 85-2A
  - Muskowekwan 85-31
  - Muskowekwan 85-33
  - Muskowekwan 85-8
  - Poorman 88